# Genealogist
Genealogist este o persoană, de obicei istoric, specializată în genealogie. Termenul vine din francezul généalogiste.
Genealogistul se ocupă cu cercetarea filiației existente între membrii unei familii, sau a mai multor, pentru a stabili originea și gradul lor de înrudire. Rezultatele cercetărilor le reprezintă în fișe, tabele sau grafice a unor astfel de filiații.